# Ascochyta paspali
Ascochyta paspali är en svampart som först beskrevs av Hans Sydow, och fick sitt nu gällande namn av Punith. 1979. Ascochyta paspali ingår i släktet Ascochyta, ordningen Pleosporales, klassen Dothideomycetes, divisionen sporsäcksvampar och riket svampar.   Inga underarter finns listade i Catalogue of Life.